# Luboš Novák (výzkumník a podnikatel)
Luboš Novák (* 6. září 1947 Pokratice (Litoměřice)) je český vědec v oboru chemie, nositel nejvyššího českého vědeckého vyznamenání Česká hlava.

## Život
V roce 1972 vystudoval fyzikální chemii, obor technická, analytická a fyzikální chemie, na VŠCHT Praha.
V letech 1972–1976 pracoval ve Výzkumném ústavu anorganické chemie v Ústí nad Labem jako vědecký aspirant a poté samostatný výzkumný pracovník. V roce 1976 nastoupil do Výzkumného ústavu uranového průmyslu, kde absolvoval kurz "Technologie zpracování uranových rud" (1977–1978) a následně postgraduální studium na VŠCHT Praha, zaměřené na technologii vody (1978–1980). Ve Výzkumném ústavu uranového průmyslu pracoval nejprve jako řadový výzkumný pracovník, později jako vedoucí výzkumný pracovník a vedoucí střediska ochrany životního prostředí, od roku 1981 jako vedoucí střediska membránových procesů.
Významnou měrou přispěl k vývoji iontovýměnných membrán v České republice a převedl tuto technologii do komerčního využití. Je zakladatelem a majitelem společnosti MEGA, která celosvětově aplikuje technologie elektromembránových procesů, moderních povrchových úprav a ekologických služeb. V ČR na podporu moderních membránových technologií pořádá světové konference o membránových procesech.
Je editorem odborné monografie Elektromembránové procesy, která vyšla česky v nakladatelství VŠCHT Praha a anglicky v nakladatelství De Gruyter. Je autorem nebo spoluautorem 32 patentů a více než 150 výzkumných zpráv a publikací, zejména v oboru membránových procesů. Technologie postavené na patentech z oboru elektromembránových procesů se od 90. let využívají k dlouhodobému čištění nadbilančních vod na odkališti DIAMO Dolní Rožínka.

## Členství a funkce
Luboš Novák zastává řadu funkcí ve vědeckých a průmyslových institucích:
- Je předsedou představenstva MEGA a.s. a České membránové platformy z.s. (CZEMP)
- Je členem Rady Evropské membránové společnosti (EMS)
- Je členem Dozorčí rady Ústavu makromolekulární chemie Akademie věd ČR
- Je členem Rady pro výzkum, vývoj a inovace

## Významná ocenění
Za svou celoživotní práci získal řadu ocenění:
- V roce 2007 obdržel ocenění Česká hlava v kategorii Invence za výzkum a vývoj ionexových membrán pro membránové procesy v ekologických i výrobních aplikacích.[5]
- V roce 2015 převzal z rukou ministra průmyslu a obchodu Medaili Jiřího z Kunštátu a Poděbrad za osobní přínos v oboru a k integraci v rámci Evropy.
- Jako podnikatel se dostal v r. 2016 do celorepublikového finále jako regionální vítěz Libereckého kraje v soutěži EY Podnikatel roku.[6][7][8]
- V roce 2017 získal Čestné občanství města Česká Lípa za celoživotní vědeckou a výzkumnou práci a její praktické využití v mezinárodním měřítku.[9]